# ウシノケグサ属
ウシノケグサ属（学名：Festuca）は、イネ科の属のひとつ。属名は草の茎という意のラテン語に由来する。

## 概要
小穂は円錐花序をなす。小穂には数個の両性花を含み、包穎は大抵は尖る。護穎は洋紙質で5脈があり、普通は背面は丸いが、希に竜骨を持つものがある。芒はない場合が多いが、直立するものをもつ例もある。
要するに、円錐花序で、小穂が多数の花からなり、さほど左右から扁平になっていないもの。その中で、護穎や基盤が無毛であれば、この属のものの可能性が極めて高いが、例外もまた多い。日本を含む温帯地方の草地や川べりなどに広く分布している。熱帯域でも高山に生育する例がある
魅力的な花序を持つ種もあるが、一般的には青緑色か青灰色の葉を鑑賞するために栽培される。多くは芝生や牧草として用いられる。ロックガーデンや花壇、鉢植え用にも利用される。

## 主な種
日本には帰化種を含めて以下のような種がある。
- F. arundinadea　オニウシノケグサ
- F. elatior　ヒロハウシノケグサ
- F. extremiorientalis　オオトボシガラ
- F. japonica　ヤマトボシガラ
- F. megalura　オオナギナタガヤ
- F. myuros　ナギナタガヤ
- F. octoflora　ムラサキナギナタガヤ
- F. ovina　ウシノケグサ
- F. parvigluma　トボシガラ
- F. rubra　オオウシノケグサ
- F. takedana　タカネソモソモ

以下の種も人間と関係が深く、よく知られる。
- Festuca amethystyna
密な房状になって叢生する常緑の多年草。高さは45センチ、幅25センチほどになる。原産地はヨーロッパ中部、東部。
- Festuca arundinacea　オニウシノケグサ
直立して叢生する大型で常緑の多年草。高さは50～200センチになる。ヨーロッパ原産で、北半球に広く分布し日本ではどの地域でも見られる。
- Festuca eskia
小山状に成長する常緑の多年草。高さは15センチ、幅25センチとコンパクトである。ピレネー地方の原産。
- Festuca glacialis
小山状に密に叢生する常緑の多年草。高さ幅とも10センチほどである。フランス、スペイン、ピレネー、アルプスが原産地。
- Festuca glauca
密に叢生する常緑の多年草。高さは30センチ、幅25センチ。温帯地方の北部、および南部が原産。
- Festuca valesiaca
変化の多い密な叢状になる常緑、または半常緑の多年草。高さは50センチ、幅45センチほどになる。原産地はヨーロッパ中部。